# Cubewano
Cubewano's (zeg: 'kjoebiewanoo') is de naam voor een groep planetoïden in de Kuipergordel buiten de baan van Pluto. Hun afstand tot de zon ligt tussen de 41 en 48 Astronomische Eenheden (AE), hun omlooptijd om de zon bedraagt 260 à 330 jaar. De banen zijn tamelijk cirkelvormig (de baanexcentriciteit is klein). Om als cubewano te gelden moet de planetoïde vrij groot zijn (middellijn minstens ongeveer 100 km).
De naam cubewano is een fonetische weergave van de Engelse uitspraak van QB1, of voluit (15760) 1992 QB1. Dat is de systematische naam van de eerste planetoïde van deze groep, die in 1992 werd ontdekt. Inmiddels (begin 2006) zijn er ruim 400 cubewano's bekend (naast nog 300 kleinere planetoïden in hetzelfde gebied). De grootste cubewano's zijn qua omvang vergelijkbaar met de dwergplaneet Pluto: Haumea, 2004 PC112, Makemake en Quaoar hebben alle een middellijn van 1200-3000 km (Pluto: 2300 km). 
Wat betreft hun banen onderscheiden de cubewano's zich scherp van Pluto en de plutino's (planetoïden waarvan de gemiddelde afstand tot de zon hetzelfde is als voor Pluto, namelijk 39,1 tot 39,9 AE). Pluto en de plutino's bewegen zich in baanresonantie met de planeet Neptunus: hun omloopstijd om de zon is precies 3/2 maal zo groot als de omloopstijd van Neptunus (3/2 × 164,8 = 247,2 jaar). Cubewano's bewegen niet in een resonantie met Neptunus, of liever, ze vullen een gebied waar een hele serie resonanties in elkaar over gaat. Zo correspondeert de (5:3) resonantie (omlooptijd 5/3 × 164,8 = 275 jaar) met een gemiddelde afstand tot de zon van 42,3 AE, (7:4) levert 43,6 AE, (9:5) ligt bij 44,5 AE, 
(11:6) bij 45,0 AE, en zo verder tot (2:1) bij 47,7 AE (dat is precies de buitengrens van het cubewano-gebied). Dit maakt mogelijk dat de banen van de cubewano's het hele gebied van 41 tot 48 AE kunnen bestrijken zonder instabiel te worden.
Anderzijds onderscheiden de cubewano's zich van de SDO's, de Scattered Disk Objects (bijvoorbeeld Eris). Dat zijn planetoïden die zich in banen verder van de zon bewegen. Een kenmerkend verschil met de cubewano's is dat SDO-banen om de zon veel excentrischer zijn dan die van de cubewano's.

Overzicht van plutino's (rood) en andere objecten in de Kuipergordel